# Vigilancia masiva
El concepto de vigilancia masiva se aplica a la red completa de vigilancia que se ejerce sobre una importante parte de la población. La vigilancia puede ser ejercida por los gobiernos o por empresas privadas, ya sea en nombre del gobierno o por iniciativa propia. La legalidad y el alcance de la vigilancia masiva varía dependiendo de las leyes de cada nación y sus sistemas judiciales. La vigilancia masiva se opone a la vigilancia selectiva.

## Descripción
La vigilancia masiva es a menudo justificada como una forma de combatir el terrorismo, evitar el «malestar social» y proteger la seguridad nacional de los Estados a nivel internacional, mientras que a menor escala se justifica por su supuesta eficacia en la lucha contra la delincuencia común. Por el contrario, los sistemas de vigilancia masiva son duramente criticados por su creciente –a medida que se desarrollan nuevas tecnologías– intromisión en la privacidad de los individuos y comunidades. Sus críticos también argumentan el deterioro que supone en los derechos civiles, individuales y políticos, al punto de que es ilegal en algunos sistemas jurídicos o constitucionales. Existe el temor de que el aumento de la vigilancia masiva dé lugar en un futuro a la creación de Estados totalitarios, donde se persiga la disidencia política. Estos estados pueden denominarse como estados de vigilancia o policiales electrónicos. A comienzos del siglo XXI, la llamada industria de vigilancia masiva experimentó un desarrollo vertiginoso; según The Wall Street Journal el mercado minorista de esta industria, que en 2001 era «casi cero», se elevó a más de 5000 millones de dólares en 2011 y se esperaba que en 2020 se hubiese multiplicado hasta los 39 000 millones.
George Orwell, desde una visión muy crítica, fue uno de los pioneros en escribir sobre la futura vigilancia en su obra 1984, publicada en 1949. En su libro advirtió sobre la vigilancia masiva por uso del estado, pero con la evolución de la tecnología y la publicidad digital los métodos de vigilancia solo han crecido. En el siglo XX se dieron los primeros casos de programas de vigilancia masivos por parte del Estado, como COINTELPRO en Estados Unidos, a cargo del FBI y destinado a la persecución y descrédito de organizaciones disidentes. En el siglo XXI, la divulgación, en 2013, por parte de Edward Snowden, de documentos secretos que probaban las prácticas generalizadas de vigilancia mundial por parte de algunos países provocaron un debate sin precedentes sobre el derecho a la privacidad y las libertades civiles en la era digital. A nivel menor, destacan ejemplos como la ciudad de Londres, que contaba con unas 500 000 de cámaras de seguridad tanto públicas como privadas en 2009. Sin embargo varios informes, incluido uno realizado por la policía londinense, señalaban que las cámaras no han ayudado a hacer de Londres una ciudad más segura, ni intervienen decisivamente en la detención de delincuentes. Los escándalos de vigilancia electrónica de 2013, provocaron que países como Estados Unidos o Reino Unido, considerados tradicionalmente «libres» pasasen a la lista de «Enemigos de Internet» producida por Reporteros sin Fronteras, entre los que ya se encontraban países como China, Arabia Saudita, Cuba o Irán.

## Vigilancia Masiva Comercial
La vigilancia masiva de los consumidores se ha vuelto muy popular porque puede ser muy poderosa para predecir el comportamiento de los consumidores. Esto ha permitido a las empresas dirigirse mejor a los consumidores en su publicidad. Sin embargo, ha habido preocupación por esta táctica utilizada por las empresas, ya que limita las opciones que los clientes pueden ver.